# Johannes Joachim Degenhardt
Johannes Joachim kardinál Degenhardt (31. ledna 1926 Schwelm – 25. července 2002 Paderborn) byl německý římskokatolický kněz, arcibiskup Paderbornu a kardinál.

## Biografie
Studoval filozofii a teologii v seminářích v Paderbornu a Mnichově, kněžské svěcení přijal 6. srpna 1952. Pokračoval ve studiu, získal doktorát teologie. Působil jako prefekt teologického semináře v Paderbornu, vedl pastoraci mezi studenty.
V březnu 1968 byl jmenován pomocným biskupem v Paderbornu, biskupské svěcení přijal 1. května téhož roku. V červenci 1973 se stal generálním vikářem arcidiecéze, 4. dubna 1974 ho papež Pavel VI. jmenoval arcibiskupem Paderbornu. V této funkci působil více než 25 let, v rámci německého episkopátu vedl komisi pro ekumenismus.
Při konzistoři v únoru 2001 ho papež Jan Pavel II. jmenoval kardinálem. V létě následujícího roku zemřel na srdeční záchvat. Jeho nástupcem na arcibiskupském stolci se stal dosavadní pomocný biskup Hans Josef Becker.